# Gens Appia
La gens Appia  era una gens plebea romana. Il nomen gentilizio, Appio, è un cognomen patronimico basato sul prenomen Appius. 

## Membri
- Sesto Appio Severo, questore sotto Tito.[1]
- Lucio Appio Massimo Norbano, generale sotto Domiziano e Traiano. Soffocò la rivolta di Lucio Antonio Saturnino in Germania Superiore nel 91. Console suffetto nell'86 e nel 95, fu pontefice massimo nel 102. Morì durante la campagna partica.[2][3][4][5][6][7]
- Aurelio Appio Sabino, prefetto dell'Egitto dal 249 al 250 d.C.[8]